# Thạch Thành, Cám Châu

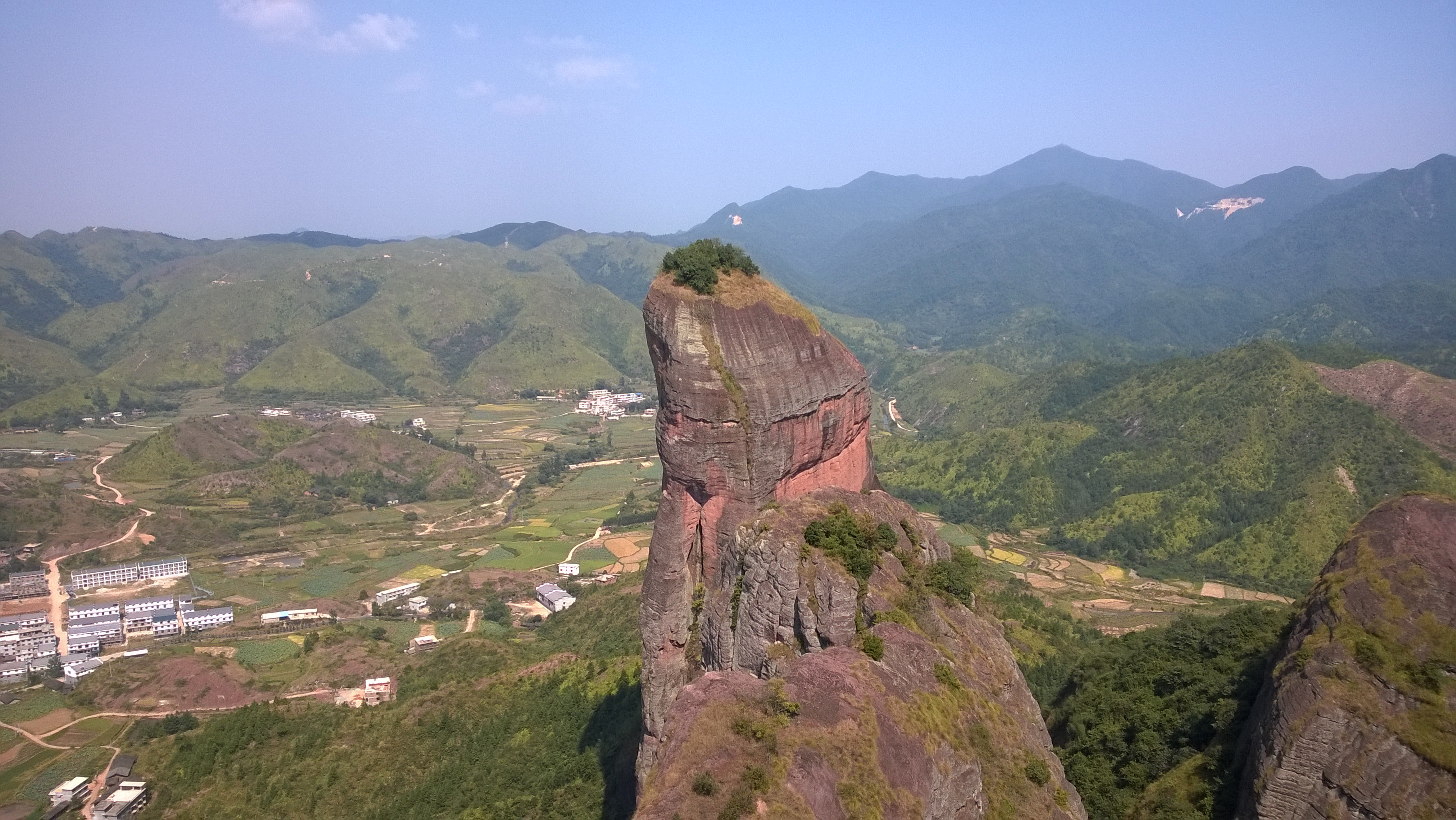
Tongtianzhai Geological Park

Thạch Thành (tiếng Trung: 石城县, Hán Việt: Thạch Thành huyện) là một huyện của địa cấp thị Cám Châu (赣州市), tỉnh Giang Tây, Cộng hòa Nhân dân Trung Hoa. Huyện này giáp Thạch Bích "Đất tổ Khách Gia]] thuộc Ninh Hóa, Phúc Kiến.

## Hành chính
Thạch Thành được chia ra làm 11 đơn vị hành chính cấp hương, gồm 6 trấn và 5 hương. 
- Trấn: Cầm Giang (琴江镇), Tiểu Tùng (小松镇), Bình Sơn (屏山镇), Hoành Giang (横江镇), Cao Điền (高田镇), Cám Giang Nguyên (赣江源镇)
- Hương: Mộc Lan (木兰乡), Phong Sơn (丰山乡), Đại Do (大由乡), Long Cương (龙岗乡), Châu Khanh (珠坑乡)